# Emir Hrkalović
Emir Hrkalović (* 17. Mai 1991) ist ein serbischer Biathlet.
Emir Hrkalović vom Verein Sjenica debütierte 2009 im IBU-Cup. Sein erstes Rennen bestritt er in Bansko und gewann als 35. des Sprints sofort erste Punkte. Es ist zugleich seine beste Platzierung in der Rennserie. Erste internationale Meisterschaft wurden die Sommerbiathlon-Weltmeisterschaften 2010 in Duszniki-Zdrój, wo er an den Juniorenrennen auf Skirollern teilnahm. Im Sprint belegte er den 46. Platz und beendete das Verfolgungsrennen als überrundeter Läufer nicht. 2011 nahm er an den Junioren-Weltmeisterschaften in Nové Město na Moravě teil, wo er 83. des Einzels wurde und den Sprint nicht beendete. Es folgten die Biathlon-Europameisterschaften 2011 in Ridnaun. Dort kam der Serbe bei den Rennen der Junioren auf den 51. Platz im Sprint und wurde im Verfolgungsrennen überrundet. Im Einzel wurde Hrkalović disqualifiziert. Für das Staffelrennen wurde er an die Seite von Milanko Petrović, Edin Hodžić und Nikola Jeremić in die Männermannschaft berufen und kam als Schlussläufer der distanzierten Mannschaft auf den 18. Platz. Im weiteren Jahresverlauf nahm Hrkalović erneut an den Juniorenrennen der Sommerbiathlon-Weltmeisterschaften 2011 in Nové Město teil, belegte Platz 34 im Sprint und wurde im Verfolgungsrennen überrundet.

## Biathlon-Weltcup-Platzierungen
Die Tabelle zeigt alle Platzierungen (je nach Austragungsjahr einschließlich Olympische Spiele und Weltmeisterschaften).
- 1.–3. Platz: Anzahl der Podiumsplatzierungen
- Top 10: Anzahl der Platzierungen unter den ersten zehn (einschließlich Podium)
- Punkteränge: Anzahl der Platzierungen innerhalb der Punkteränge (einschließlich Podium und Top 10)
- Starts: Anzahl gelaufener Rennen in der jeweiligen Disziplin

| Platzierung                      | Einzel | Sprint | Verfolgung | Massenstart | Staffel | Gesamt |
| -------------------------------- | ------ | ------ | ---------- | ----------- | ------- | ------ |
| 1. Platz                         |        |        |            |             |         |        |
| 2. Platz                         |        |        |            |             |         |        |
| 3. Platz                         |        |        |            |             |         |        |
| Top 10                           |        |        |            |             |         |        |
| Punkteränge                      |        |        |            |             | 4       | 4      |
| Starts                           | 3      | 7      |            |             | 4       | 14     |
| Stand: nach der Saison 2012/2013 |        |        |            |             |         |        |